# Bartal Károly Tamás
Bartal Károly Tamás, OPræm (Karva, 1933. augusztus 28.) a jászói premontrei prépostság nyugalmazott apátja.

## Élete
1953-ban Párkányban érettségizett, a teológiát Pozsonyban végezte, 1958 júliusában szentelték pappá. 1960-ban Körmöcbányán és Besztercebányán, 1961-ben Érsekújvárt káplán. 1970-ben Köbölkúton plébános, 1977-ben Érsekújvár esperes-plébánosa. 1986-ban a pozsonyi szeminárium rektora. 1989-ben Paláston, 1990-ben Jászóvárott a premontrei rend apátja.

## A rendi élet
1990-ben Jászón, majd Kassán kezdett a rendházban. 1990-ben a kassai rendház, 1991-ben a jászói monostor, 1993-95 tájékán pedig a rozsnyói gimnázium és rendház, majd az erdők, a téglagyár és a fűrésztelep lett ismét a rendé, ám a tanári képesítésű rendtagok nélkül tanítást a szlovákiai rend nem vállalt. A rend felszentelt papi rendtagok különböző egyházmegyékben plébániákat vezetnek. 1989-ben 11 (8 örökfogadalmas, 3 novicius); 1999-ben 16 (13 áldozópap, 2 diakonus, 1 egyszerű fogadalmas növendék) rendtag volt. Bartal Károly Tamás 2009-ig vezette a közösséget.